# Диого Као
Диого Као је био португалски истраживач који је направио два путовања дуж западне афричке обале крајем петнаестог века.
На свом првом путовању (1482 — 1483), је открио реку Конго и направио први контакт са краљевством Баконго. Обалом Африке је пловио да рта Света Марија у Анголи.
На другом путовању (1485 — 1486), је отпловио још јужније, до рта Крос у Намибији.